# オレクサンドル・マツィエウスキー
オレクサンドル・イゴロヴィッチ・マツィエウスキー（ウクライナ語: Олекса́ндр І́горович Маціє́вський, ラテン文字転写: Oleksandr Ihorovych Matsievskyi ウクライナ語発音: [olekˈsɑndr ˈiɦorowɪtʃ mɐts⁽ʲ⁾iˈjɛu̯sʲkɪj]; ルーマニア語: Alexandru Mațievschi; 1980年5月10日 - 2022年12月30日）は、ウクライナ陸軍に所属していた兵士である。

## 経歴
1980年5月10日、旧ソビエト連邦モルダヴィア・ソビエト社会主義共和国の首都キシナウで生まれた。1997年に学校を卒業すると、専門学校に入学し、電気工事士の資格を取得した。その後、2008年に妻子を連れてウクライナのチェルニーヒウ州ニジィンに移住し、電気工事士として働いていた。
2022年のロシアのウクライナ侵攻の際、直ちに地方軍事行政機関である人員配置と社会的支援のための地域センターに参集し、ボランティアとして要塞の建築、検問の警備、焼夷弾の作成などを手伝っていた。その後、3月11日に第119独立領土防衛旅団第163独立領土防衛大隊に配属され、狙撃兵として訓練を受けた。11月に部隊はバフムートの防衛に配備され、さらに1か月後には ソレダルの防衛に就いた。
12月30日、マツィエウスキーを含む火力支援中隊が前線最側面にてロシア軍を迎撃。12時間に及ぶ戦闘の果てに部隊はロシア軍の撃退に成功したが、マツィエウスキーら支援中隊は消息不明になっていた。その後、遺体が発見され、不特定状況の最中に戦死したものと思われた。
マツィエウスキーの遺体は翌年2月にニジィンに戻されて埋葬された。
マツィエウスキーはモルドバとウクライナの二重国籍者である。

## 動画の拡散
2023年3月6日、ソーシャルメディアやマスメディアによって、ウクライナ兵とおぼしき人物がロシア軍によって射殺される動画が出回った。約12秒間の動画の中で、武装を外したウクライナ軍軍服を着た人物が、機関銃の照準器の下、森の真ん中にある掘った穴に立って、カメラマンを見ながらタバコを吸っている様子が映っていた。フレームの外から「やつを倒せ」とロシア語が聞こえると、彼は「ウクライナに栄光あれ!」と返し、複数の側面から放たれた自動小銃の一斉射撃によって殺害された。ロシア語での罵りの声もあった。
第30独立機械化旅団は当初、この殺害された人物を2月3日の戦闘で行方不明となっているティモフィ・シャドゥラではないかと発表したが、ジャーナリストのユーリイ・ブトゥーソフは動画の人物がマツィエウスキーではないかとした。その後、マツィエウスキーであるという情報は、彼の親戚や仲間たちの証言で支持された。
ウクライナ保安庁は3月12日、最終的な身元特定としてマツィエウスキーであると発表。ウォロディミル・ゼレンスキー大統領はマツィエウスキーにウクライナ英雄勲章を授与し、ウクライナ人にとって「永遠に記憶される兵士であり、人物だ」と讃えた。
ウクライナ軍参謀本部は、マツィエウスキー殺害は「非武装の捕虜の射殺は、国際人道法の規範と戦争の慣習を全く無視している。ろくでなしの殺人者の行為であり、戦士の行為ではない」と非難の声明を発表し、ドミトロ・クレーバ外相もツイッターで、今回の動画は「この戦争が集団虐殺であることの新たな証拠」だと説明。国際刑事裁判所（ICC）のカリム・アフマド・カーン検察官に即時調査を始めるよう求めた。検事総長のアンドレイ・コスチンも刑法第2部第438条に基づく囚人の射殺に関する刑事訴訟が開始されたと述べた。
また、出身国であるモルドバも外務・欧州統合省が13日にマツィエウスキーが自国民であることを示し、戦争犯罪であると非難の声明を発した。
一方、ロシア側はいかなる戦争犯罪も否定している。

## 勲章
- ウクライナ英雄（金星勲章、2023年3月13日。死後）[13]